# Гојак
Гојак је мало ненасељено острво у хрватском делу Јадранског мора.
Гојак се налази у Пељешком каналу 2,5 км југозападно од места Оребића на полуострву Пељешац. Површина острва износи 0,04 км². Дужина обалске линије је 0,83 км..